# National Soccer League 1992-93
La National Soccer League 1992-93 fue la decimoséptima edición de la National Soccer League, la liga de fútbol profesional en Australia. El torneo estuvo organizado por la Federación de Fútbol de Australia (FFA). Esta competencia se disputó hasta 2004, para darle paso a la A-League (llamada Hyundai A-League), que comenzó en la temporada 2005-06.
Durante la temporada regular, los clubes disputaron 26 partidos, siendo el South Melbourne el que más puntos acumuló, con un total de 58, seguido por el Marconi Stallions con 53. Los seis primeros equipos con mejores puntajes clasificaron a una ronda eliminatoria, para definir a los finalistas. De los seis clasificados a instancias finales, el Adelaide City y Marconi Fairfield llegaron a la final que se disputó el 16 de mayo de 1993.
La final la ganó el Marconi Fairfield por un gol a cero. El gol del partido lo hizo Harper a los 53 minutos de la segunda parte. De esta manera obtuvo el campeonato australiano, que sería su cuarto gran logro en la historia.
En cuanto a los premios de la competición, el futbolista con más goles fue Francis Awaritefe del South Melbourne con 19 goles, Jim Pyrgolios del South Melbourne el mejor técnico y Paul Trimboli del South Melbourne el mejor jugador del año.

## Equipos
| Equipo                 | Ciudad     | Estadio               |
| ---------------------- | ---------- | --------------------- |
| Adelaide City          | Adelaide   | Hindmarsh Stadium     |
| Brisbane United        | Brisbane   | Perry Park            |
| Heidelberg United      | Melbourne  | Olympic Village       |
| Marconi-Fairfield      | Sídney     | Marconi Stadium       |
| Melbourne CSC          | Melbourne  | Somers Street Stadium |
| Morwell Falcons        | Morwell    | Falcons Park          |
| Newcastle Breakers     | Newcastle  | Breakers Stadium      |
| Parramatta Eagles      | Sídney     | Melita Stadium        |
| Preston Makedonia      | Melbourne  | Connor Reserve        |
| South Melbourne        | Melbourne  | Middle Park           |
| Sydney CSC             | Sídney     | Edensor Park          |
| Sydney Olympic         | Sídney     | St George Stadium     |
| West Adelaide          | Adelaide   | Hindmarsh Stadium     |
| Wollongong City Wolves | Wollongong | Brandon Park          |

## Clasificación
| Posición              | Equipo             | PJ | PG | PE | PP | GF | GC | GD  | Puntos |
| --------------------- | ------------------ | -- | -- | -- | -- | -- | -- | --- | ------ |
| 1                     | South Melbourne FC | 26 | 18 | 4  | 4  | 51 | 23 | +28 | 58     |
| 2                     | Marconi Fairfield  | 26 | 17 | 2  | 7  | 57 | 31 | +26 | 53     |
| 3                     | Adelaide City      | 26 | 12 | 5  | 9  | 37 | 34 | +3  | 41     |
| 4                     | Wollongong City    | 26 | 11 | 6  | 9  | 33 | 27 | +6  | 39     |
| 5                     | West Adelaide      | 26 | 12 | 3  | 11 | 43 | 39 | +4  | 39     |
| 6                     | Parramatta Eagles  | 26 | 11 | 6  | 9  | 39 | 41 | -2  | 39     |
| 7                     | Sydney Croatia     | 26 | 12 | 3  | 11 | 36 | 41 | -5  | 39     |
| 8                     | Newcastle Breakers | 26 | 10 | 8  | 8  | 38 | 29 | +9  | 38     |
| 9                     | Sydney Olympic     | 26 | 10 | 4  | 12 | 36 | 31 | +5  | 34     |
| 10                    | Melbourne Croatia  | 26 | 10 | 4  | 12 | 38 | 39 | -1  | 34     |
| 11                    | Heidelberg United  | 26 | 7  | 9  | 10 | 30 | 40 | -10 | 30     |
| 12                    | Morwell Falcons    | 26 | 7  | 7  | 12 | 29 | 43 | -14 | 28     |
| 13                    | Preston Lions FC   | 26 | 6  | 4  | 16 | 28 | 45 | -17 | 18     |
| 14                    | Brisbane United    | 26 | 5  | 3  | 18 | 32 | 64 | -32 | 18     |
| Estadísticas finales. |                    |    |    |    |    |    |    |     |        |

| Nota: | Una victoria equivale a dos puntos y un empate a uno.  |
|       |                                                        |
|       | Clasificados a las rondas finales.                     |
|       | Equipo relegado a la National Premier Leagues Victoria |

## Rondas finales

### Semifinal 1
- South Melbourne 0-1 Marconi Fairfield[7]
- Adelaide City 0-1 (2-1) West Adelaide[7]
- Wollongong City 3-0 (1-2) Parramatta Eagles[7]

### Semifinal 2
- South Melbourne 0-7 (0-8) Marconi Fairfield[7]
- Adelaide City 4-0 Wollongong City[7]

### Final preliminar
- South Melbourne 1-3 Adelaide City[7]

### Final
- Marconi Fairfield 1-0 Adelaide City[8]

## Tabla de goleadores
| Jugador                        | Equipo          | Goles |
| ------------------------------ | --------------- | ----- |
| Francis Awaritefe              | South Melbourne | 19    |
| Warren Spink                   | Newcastle       | 16    |
| Andy Harper                    | Marconi         | 15    |
| José Iriarte                   | West Adelaide   | 14    |
| David Seal                     | Sydney Olympic  | 12    |
| Carl Veart                     | Adelaide City   | 12    |
| Con Boutsianis                 | South Melbourne | 11    |
| Tony Krslovic                  | Sydney CSC      | 11    |
| Kimon Taliadoros               | Marconi         | 11    |
| Greg Brown                     | West Adelaide   | 10    |
| Damian Mori                    | Adelaide City   | 10    |
| Marshall Sopers                | Parramatta      | 10    |
| Estadísticas finales de goleo. |                 |       |

## Premios
- Jugador del año: Paul Trimboli (South Melbourne)[6]
- Jugador del año categoría sub-21: Steve Corica (Marconi Fairfield)[6]
- Goleador del torneo: Francis Awaritefe (South Melbourne - 19 goles)[6]
- Director técnico del año: Jim Pyrgolios (South Melbourne)[6]

### Otros datos de interés
- Partido con más goles: Marconi Fairfield 6-2 West Adelaide.[9]